# Klein Köhren
Klein Köhren è una frazione (Ortsteil) del comune di Beckeln, nel land della Bassa Sassonia, in Germania.

## Storia
Già comune autonomo nel circondario della contea di Hoya, fu soppresso e incorporato a Beckeln il 1º marzo 1974.